# Cò quăm Hadada
Cò quăm Hadada hay Cò quăm Hadeda, tên khoa học Bostrychia hagedash, là một loài chim trong họ Threskiornithidae.

## Phân loài
- B. h. brevirostris (Reichenow, 1907)
- B. h. hagedash (Latham, 1790)
- B. h. nilotica (Neumann, 1909)

## Hình ảnh

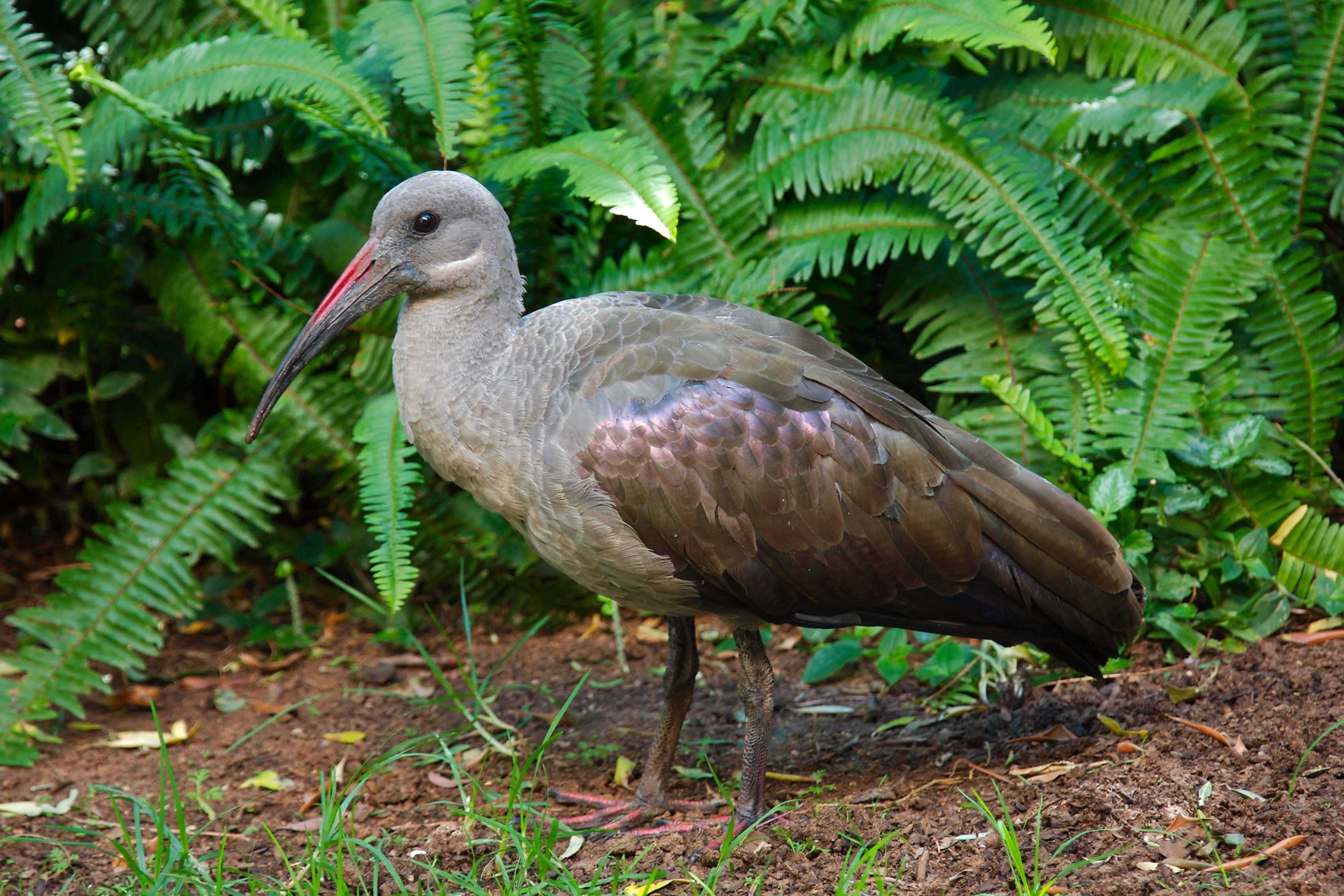
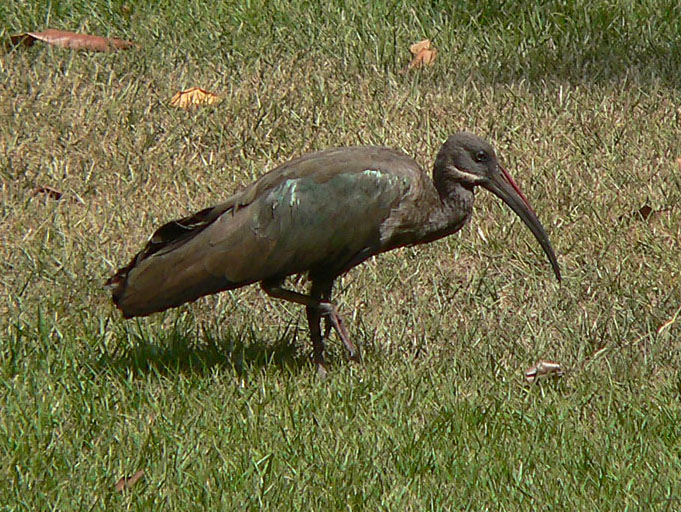
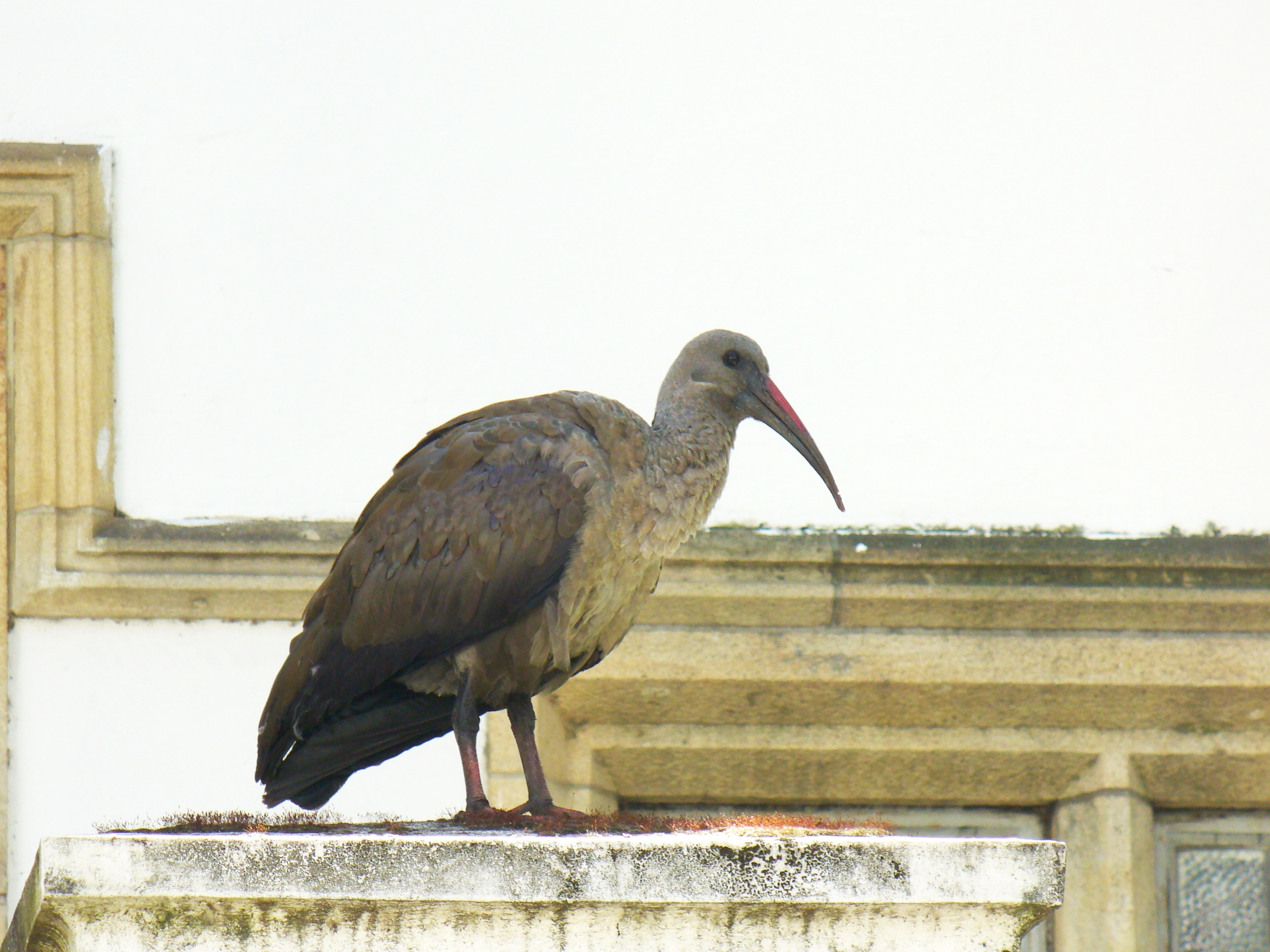
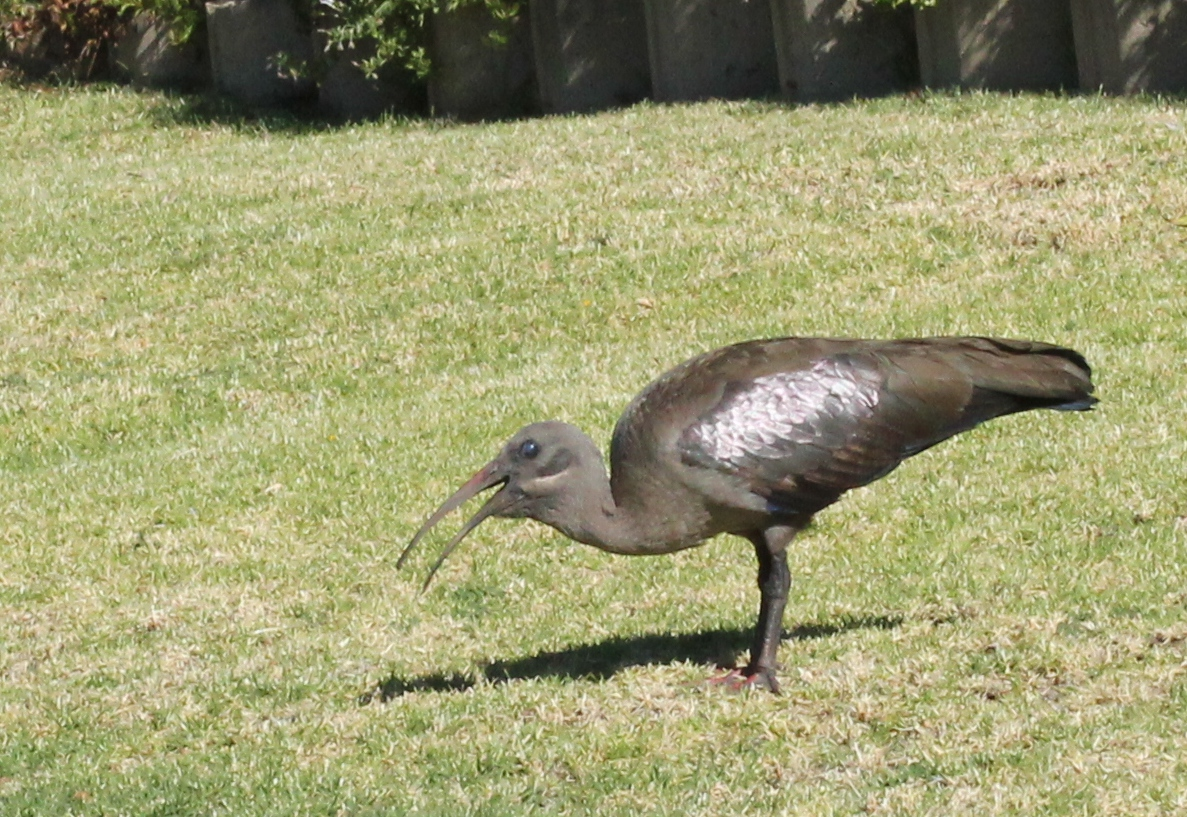
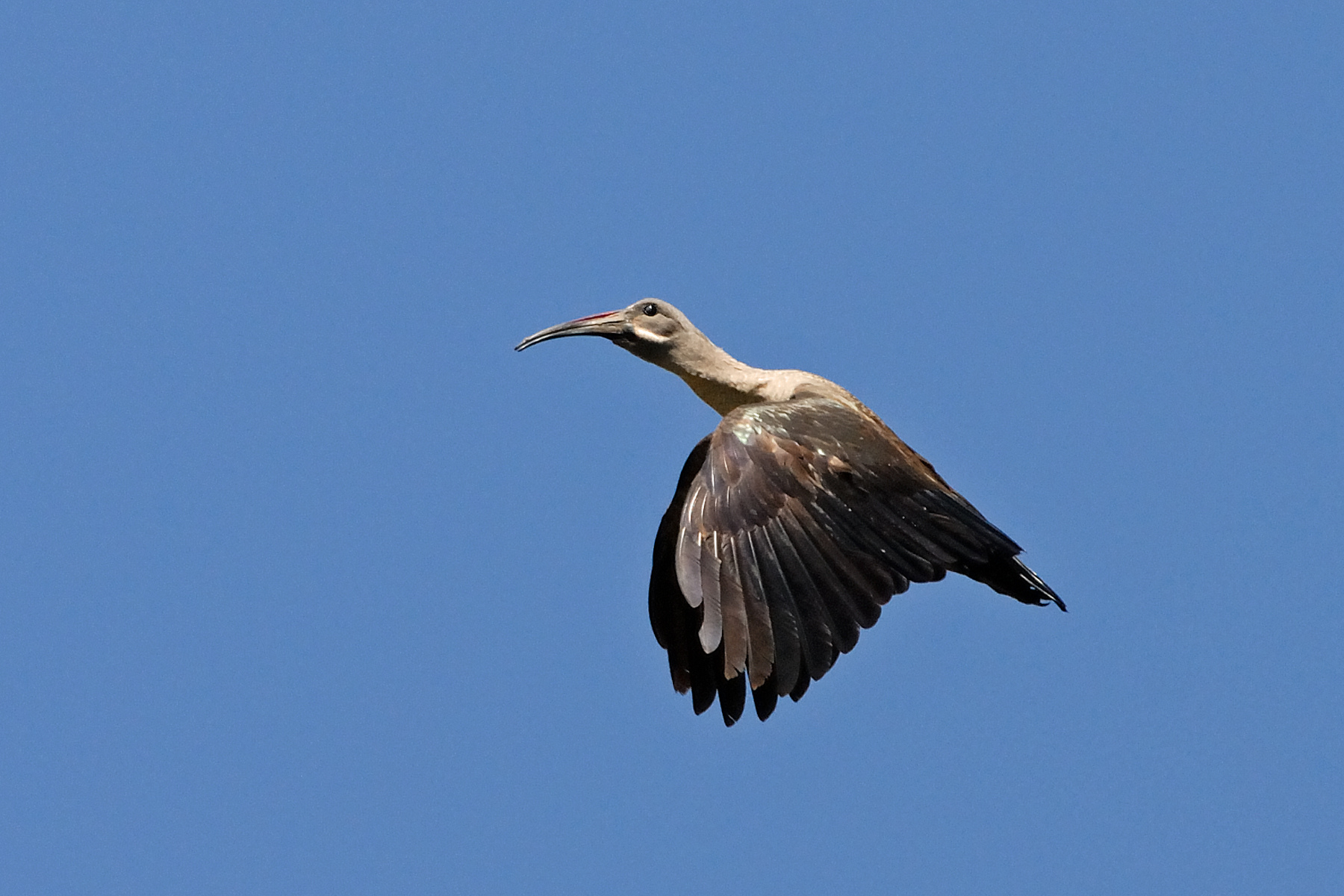
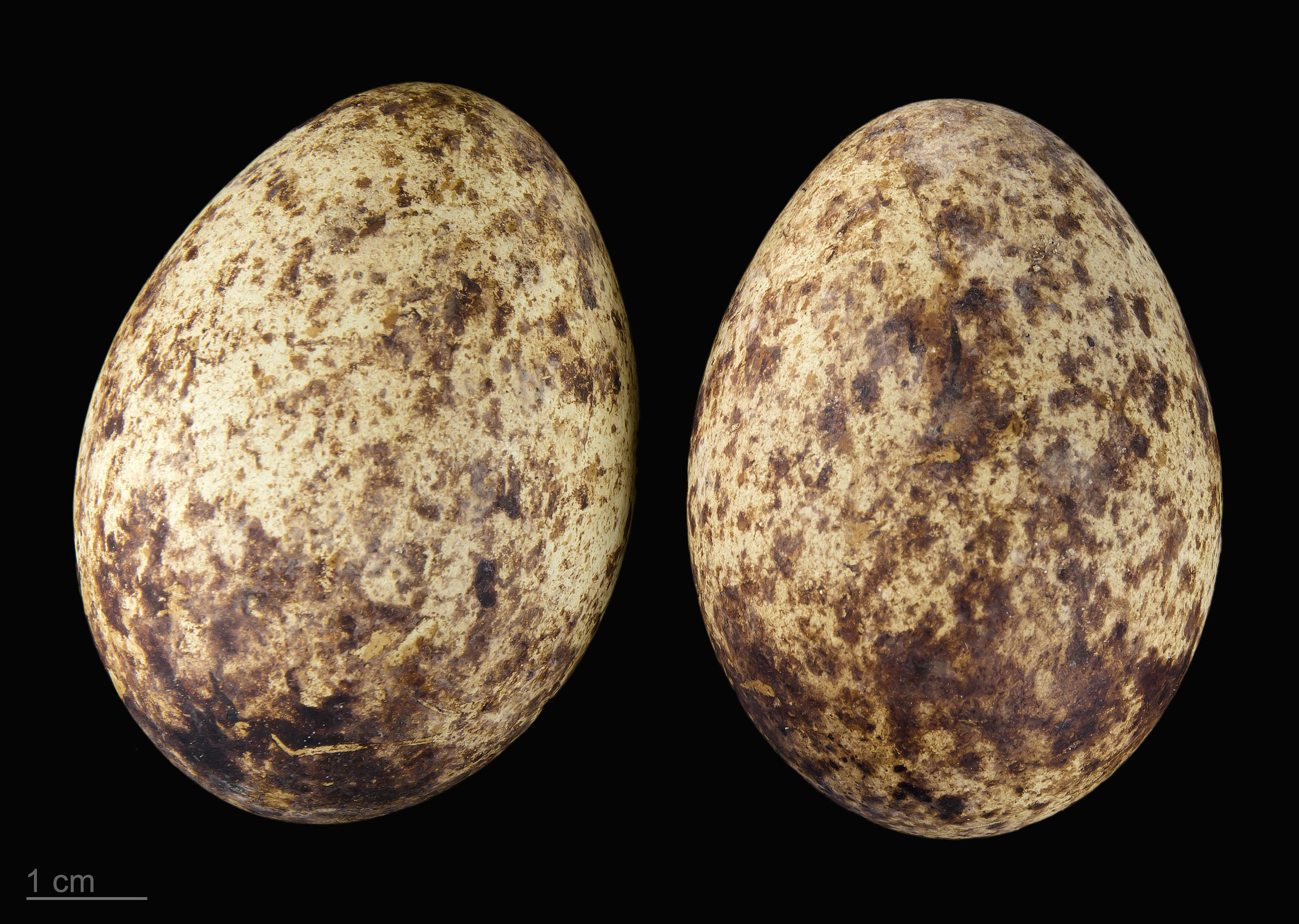
Museum specimen - Bijagos, Guinée-Bissau